# Arnold I. (Laurenburg)
Arnold I. von Laurenburg († 1148 bzw. vor 1154) war Graf von Laurenburg und ist einer der Vorfahren des Hauses Nassau.

## Leben

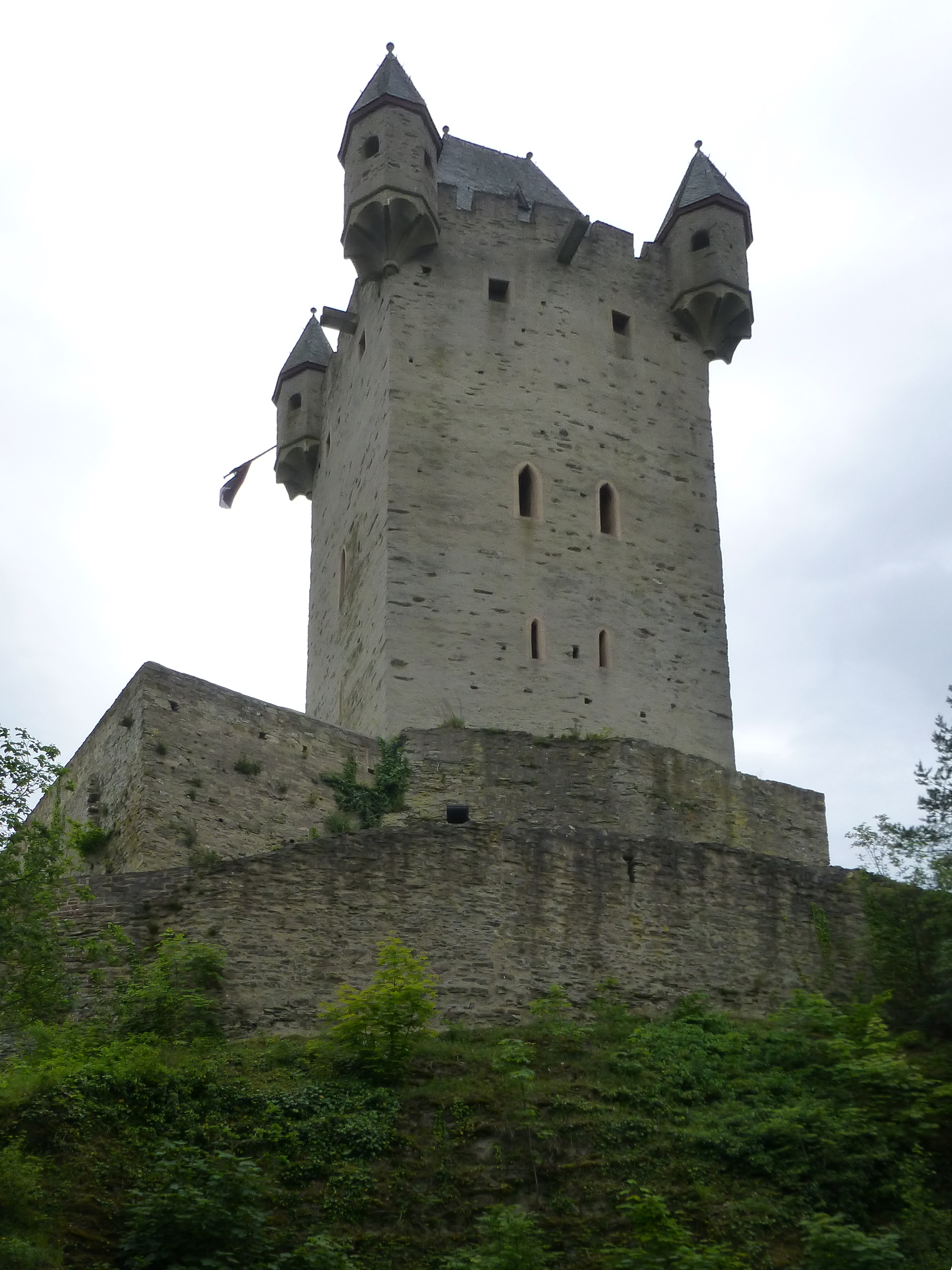
Die Burg Nassau

Arnold war der zweite Sohn von Dudo von Laurenburg und der vierten der sieben Töchter des Grafen Ludwig I. von Arnstein, möglicherweise war ihr Name Irmgardis oder Demudis. Arnold wird zwischen 1124 und 1148 als Graf von Laurenburg erwähnt. Er regierte vermutlich mit seinem Bruder Ruprecht I. Zusammen mit seinem Bruder Ruprecht I. ließ er um 1120 die Burg Nassau erbauen. Er war ab 1124 Vogt des Klosters St. Georg-Kirche in Limburg an der Lahn sowie Vogt von Idstein.

## Nachkommen
Für Arnold ist keine Ehe erwähnt. Er hatte keine Kinder.